# Toxomerus pulchellus
Toxomerus pulchellus är en tvåvingeart som först beskrevs av Macquart 1846.  Toxomerus pulchellus ingår i släktet Toxomerus och familjen blomflugor. Inga underarter finns listade i Catalogue of Life.